# Hoskoppa, Mundgod
Hoskoppa là một làng thuộc tehsil Mundgod, huyện Uttar Kannad, bang Karnataka, Ấn Độ.